# Битва под Лысково
Битва под Лысково — сражение, произошедшее в январе 1411 года у Лысковской крепости (крепости на Оленьей горе) в ходе борьбы за Нижегородское княжество. Благодаря вмешательству в конфликт Золотой орды и поддержки ею нижегородских князей, последними была одержана победа. Она стала важным шагом к укреплению власти князей над Нижегородским княжеством и защите их интересов от московского влияния.
После ликвидации в 1392 году Суздальско-Нижегородского княжества и подчинении его Московскому княжеству нижегородские князя начали борьбу за его восстановление, получая поддержку от улусов Золотой орды — Булгарского и Жукотинского.
Войско московского князя Петра Дмитриевича, находившееся в Лысковской крепости, в январе 1411 года отбивало натиск отрядов низовских, болгарских и жукотинских князей. Эти отряды были приведены претендентами на нижегородский великокняжеский стол — князьями Данилой и Иваном Борисовичами — сыновьями нижегородского Великого князя Бориса Константиновича.
Русские летописи писали: «Тое же зимы месяца генваря на память святого Иоанна Кушника бысть бой на Лыскове князю Петру Дмитриевичю Московскому и князем Ростовским и Ярославским и Суздальским со князем Данилом Борисовичем Нижнего Новгорода и с его братом с князем Иваном и с Болгарски князи с Жукотинским. И бысть между их сеча зла и ту убиен бысть князь Данило Васильевич и инии мнози падоша от обоих стран: сташа же на костех князи Новгородские да князи Казаньстии».
Лысковская крепость была взята, и лишь небольшой части московского войска удалось бежать к Нижнему Новгороду.
Падение Лысковской крепости и разгром московского войска имели последствием реставрацию Нижегородского великого княжества. В 1412 году Данило и Иван Борисовичи получили ханский ярлык на Нижний Новгород и стали оказывать содействие тверскому князю в его борьбе с Москвой.